# Amanda Setton
Amanda Setton (Nueva York, Estados Unidos; 16 de diciembre de 1985) es una actriz estadounidense, conocida por su personaje de Penelope Shafai en la serie de televisión Gossip Girl y por su papel de Kimberly Andrews en la serie One Life to Live.

## Primeros años
Se crio en Great Neck, donde fue la presidenta del club de teatro de su instituto. Se graduó en el Ithaca College en 2007 y estudió en Barcelona en su juventud.
Es judía (de ascendencia judía siria y judía asquenazí).

## Filmografía

### Cine
| Año  | Título                                 | Papel                        |
| ---- | -------------------------------------- | ---------------------------- |
| 2005 | Surrendering Serendipity: A Rock Opera | The God                      |
| 2008 | What Happens in Vegas                  | Chica sexy                   |
| 2008 | Sex and the City                       | Chica abofeteando a un chico |
| 2008 | All the World's a Stage                | Ayudante del director        |
| 2012 | Pasolini's Last Words                  | Carlo I/Signora xxx          |
| 2013 | Black Dog, Red Dog                     | Aazeen                       |
| 2013 | That Thing with the Cat                | Erica                        |

### Televisión
| Año          | Título            | Papel            | Apariciones     |
| ------------ | ----------------- | ---------------- | --------------- |
| 2008–2012    | Gossip Girl       | Penelope Shafai  | 31 episodios    |
| 2009–2011    | One Life to Live  | Kimberly Andrews |                 |
| 2010         | Mercy             | Barb             | 2 episodios     |
| 2011         | Blue Bloods       | Sylvia           | Un episodio     |
| 2012–2013    | The Mindy Project | Shauna Dicanio   | 12 episodios    |
| 2013         | Golden Boy        | Gemma Bar-Lev    | Episodio piloto |
| 2013–present | The Crazy Ones    | Lauren Slotsky   |                 |
| 2015         | Hawaii 5-0        | Dra.Mindy Shaw   |                 |